# ارزیابی حرکت
ارزیابی حرکت عبارت است از تجزیه و تحلیل عملکرد حرکتی در طول وظایف عملکردی برای تعیین سینماتیک مفاصل مجزا و تأثیر آنها بر زنجیره حرکتی. آنالیز سه بعدی یا دو بعدی بیومکانیک درگیر در تکالیف ورزشی می‌تواند به پیشگیری از آسیب و افزایش عملکرد ورزشی کمک کند. شناسایی مکانیک‌های حرکتی غیرعادی، به درمانگران ورزشی این توانایی را می‌دهد که برنامه‌های حرکات اصلاحی دقیق‌تری را برای پیشگیری، توانبخشی ورزشی و بهبود پس از آسیب‌های ورزشی تجویز کنند، و به تعیین آمادگی برای بازگشت به ورزش کمک کنند.
LESS یک ابزار معتبر و قابل اعتماد برای ارزیابی بیومکانیکی تکنیک فرود پرش است. LESS شامل امتیازدهی ۲۲ معیار بیومکانیکی اندام تحتانی و تنه است که نتایج آن با خطر رباط متقاطع قدامی (ACL) و آسیب کشکک رانی همراه است. امتیازات کمتر به دسته‌های زیر تقسیم می‌شود: عالی (۰–۳); خوب (۴–۵)؛ متوسط (۶–۷)؛ و ضعیف (> ۷). شناسایی ناهنجاری‌های بیومکانیکی در تکنیک فرود، اثر خستگی و تفاوت بین جنسیت امکان مداخله تمرینات اصلاحی دقیق تر برای کاهش خطر آسیب را فراهم می‌کند.